# Cmentarz wojenny nr 237 – Pilzno
Cmentarz wojenny nr 237 w Pilźnie – cmentarz z I wojny światowej, zaprojektowany przez Gustava Rossmanna, położony na terenie miasta Pilzno, w powiecie dębickim, w województwie podkarpackim. Jeden z ponad 400 zachodniogalicyjskich cmentarzy wojennych zbudowanych przez Oddział Grobów Wojennych C. i K. Komendantury Wojskowej w Krakowie. Należy do V Okręgu Cmentarnego Pilzno.

## Opis
Znajduje się na cmentarzu parafialnym jako kwatera na planie kwadratu. Zbiorowa mogiła uformowana w kształcie spłaszczonej piramidy z betonową stelą na szczycie. Spoczywa tu 60 bezimiennych żołnierzy austro-węgierskich oraz rosyjskich.

## Galeria

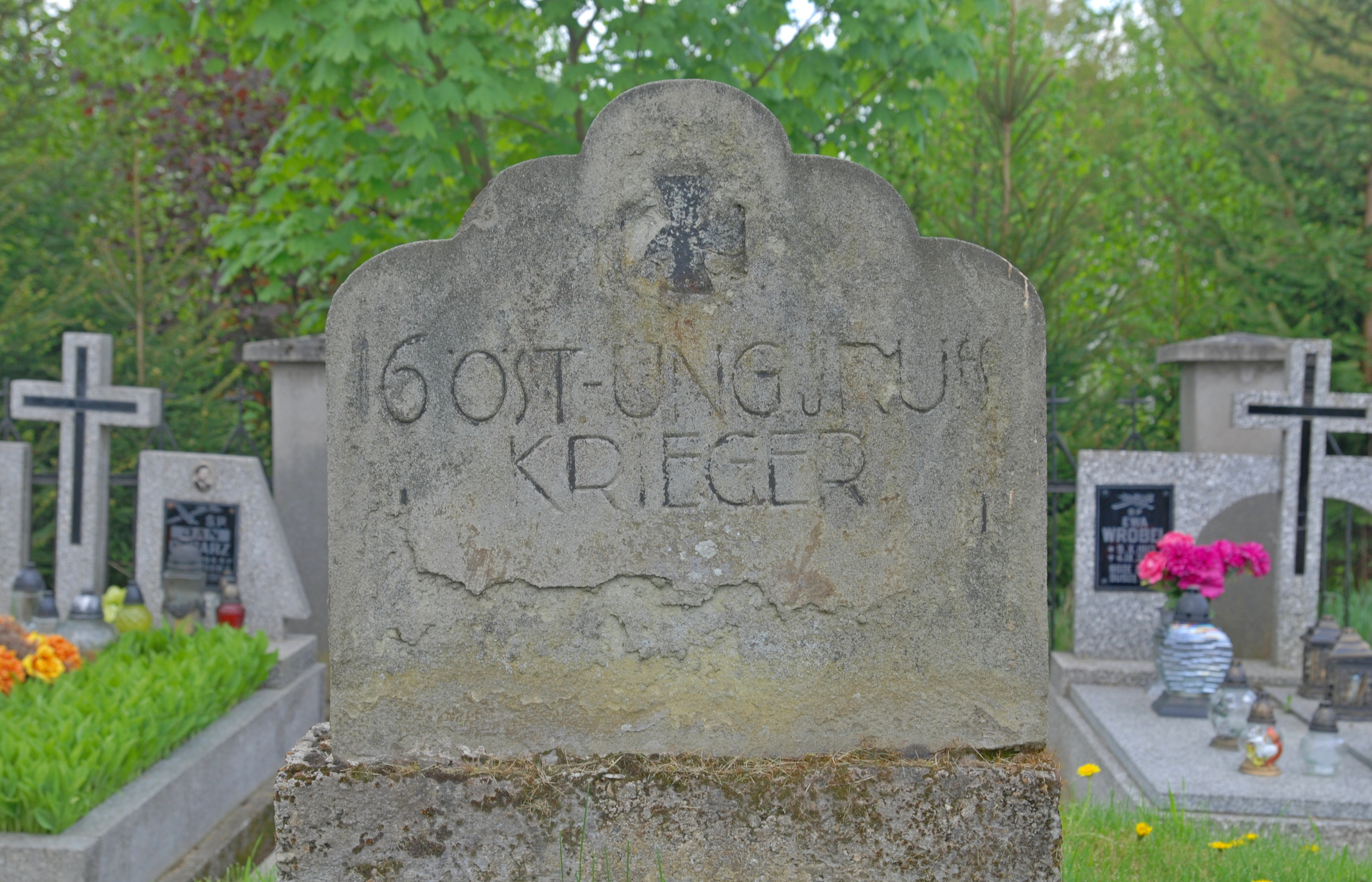
Pomnik na mogile